# Avelignese

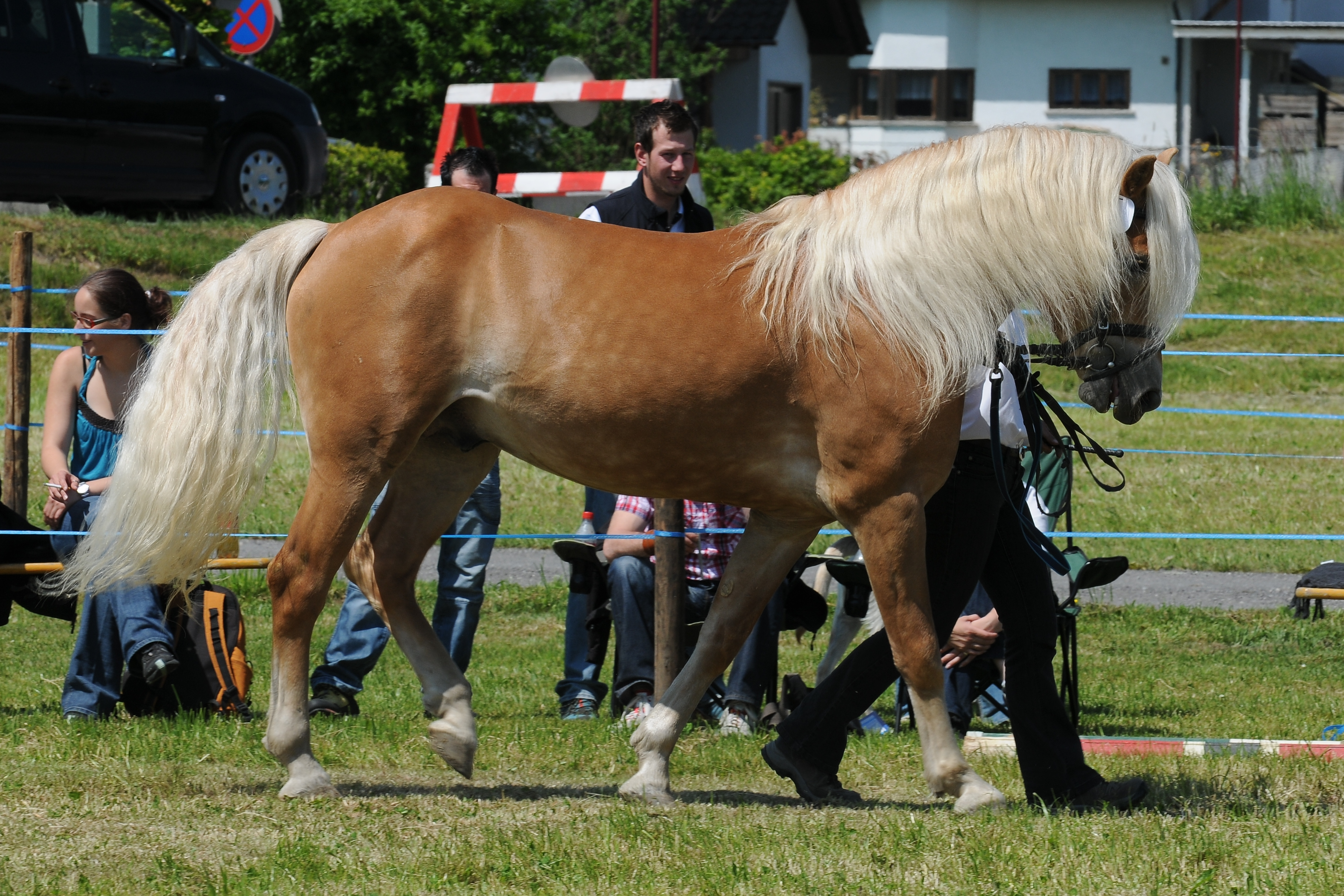
Esemplare "moderno" di Avelignese-Haflinger

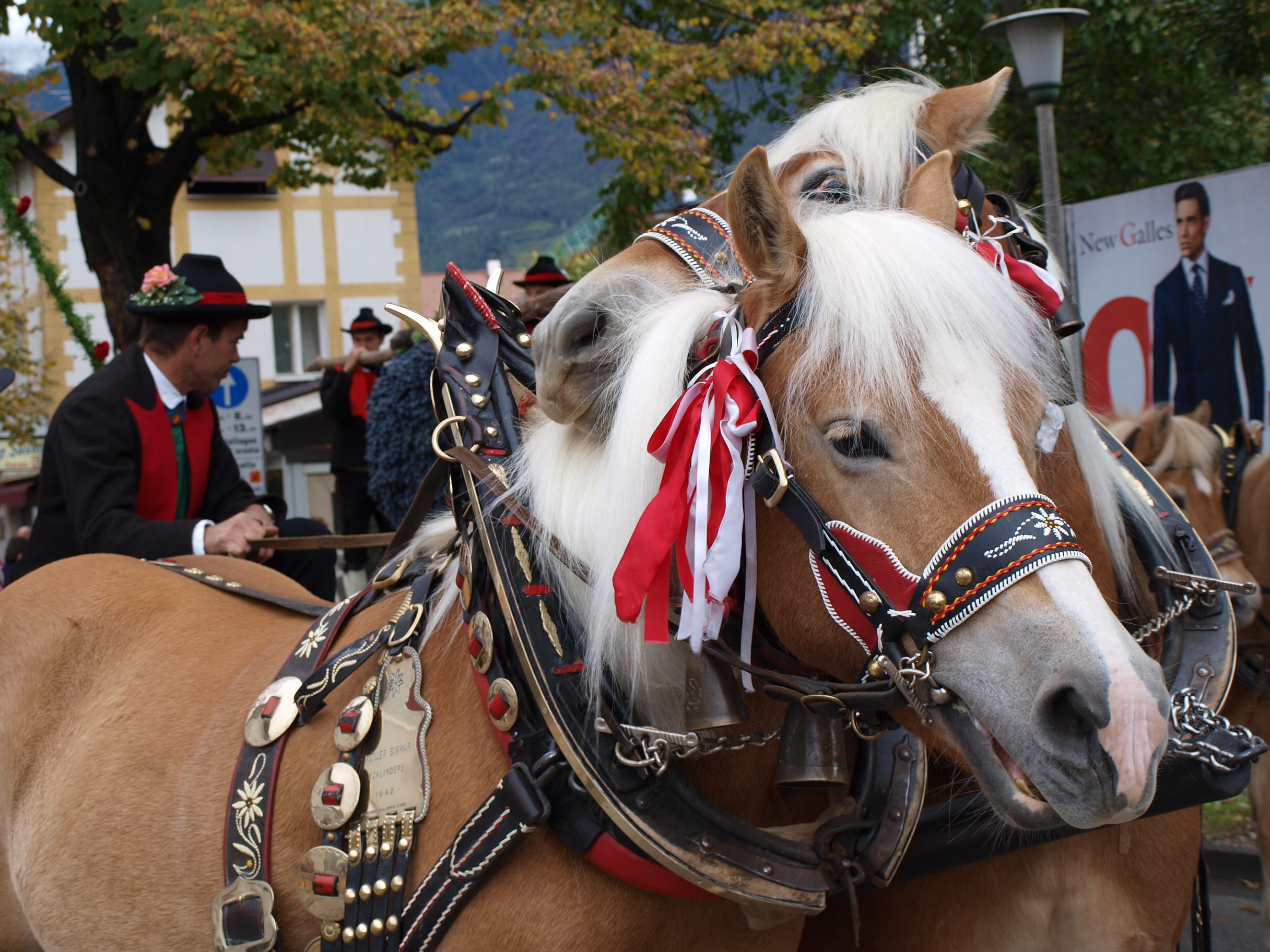
Avelignesi Haflinger alla festa dell'uva del 2010 a Merano

Avelignese o Haflinger è una razza equina che deve il proprio nome al paese di Avelengo, in provincia di Bolzano, apparendo anche sullo stemma della città.
In tedesco il paese è chiamato Hafling e il cavallo è quindi conosciuto con il nome Haflinger.
Tutti gli avelignesi sudtirolesi portano il marchio della stella alpina con la lettera H al centro e, per questo, sono spesso chiamati Pony Edelweiss.
Questa razza si distingue per il suo mantello sauro, con coda e criniera chiare (da non confondere con il mantello palomino). All'inizio selezionato come animale da soma e lavori agricoli, alcuni esemplari trovarono impiego anche nelle scuole di equitazione.

## Allevamento

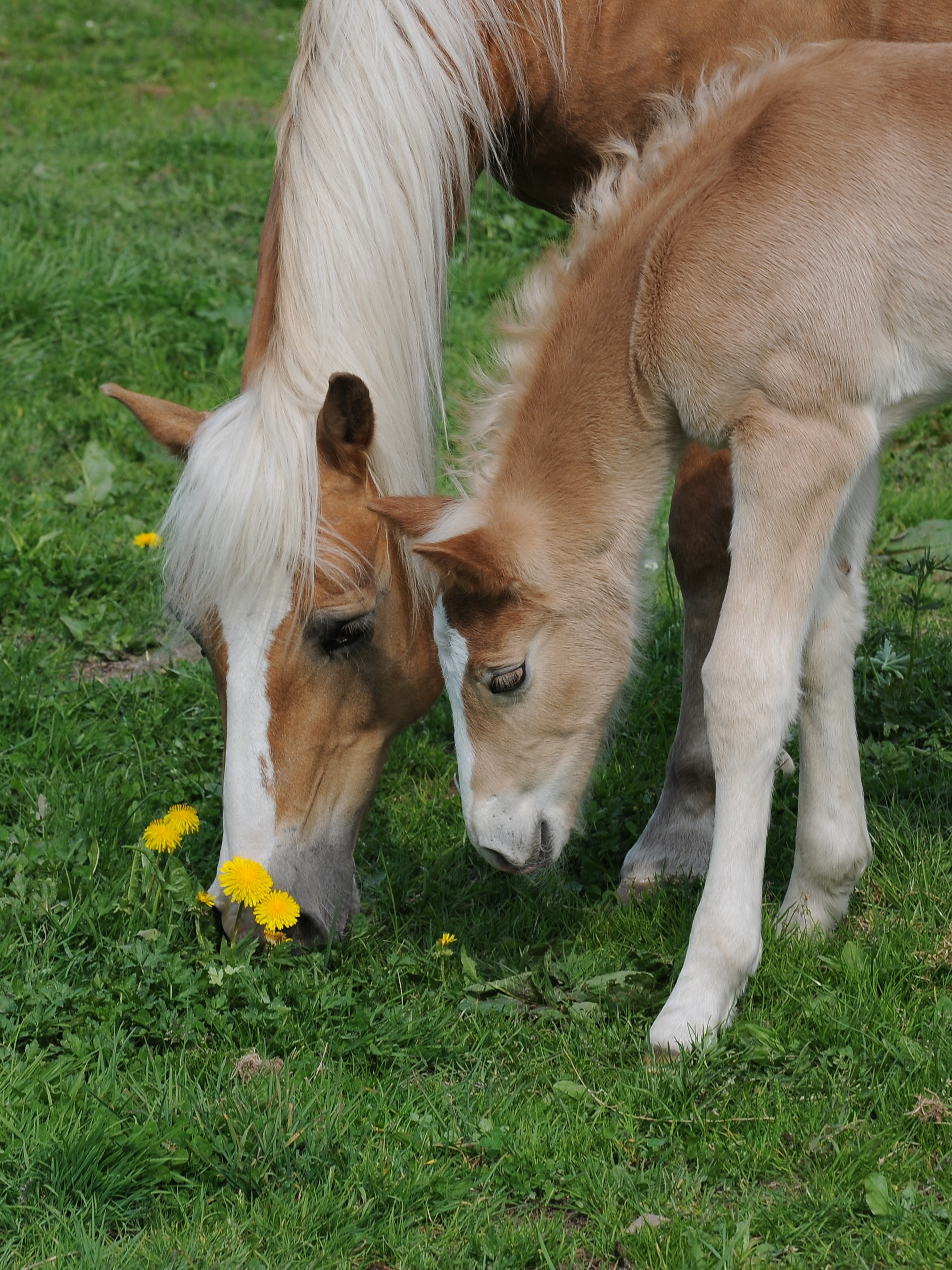
Fattrice e puledro avelignesi

Il nucleo dell'allevamento di questo cavallo gravita intorno ad Avelengo, presso il centro di monta Jenesien. 
Il vero capostipite della razza fu "Folie 249", nato nel 1874, dallo stallone arabo El Bedavi XXII, e una cavalla locale (forse vicina al Norico).

Questo cavallo è ritenuto un "soggetto a sangue freddo" ossia con un carattere docile e tranquillo; è molto robusto e ha un piede sicuro sui terreni più impervi; grazie alla sua resistenza, veniva solitamente usato per lavori di carattere agricolo-forestale.
Per questa ragione, "Haflinger" è anche il nome assegnato a un veicolo fuoristrada, utilizzato sia in ambito militare sia civile, lo Steyr Puch Haflinger 700 AP. Questi cavalli sono infatti spesso usati nei maneggi sia di monta americana che di monta inglese per le lezioni.

### l'Avelignese oggi
A partire dagli anni '90 sono stati rivisti i criteri di selezione per rendere l'avelignese più "moderno", cioè più adatto allo sport e al turismo equestre. L'introduzione di moderni strumenti di selezione (scheda lineare, indici genetici) ha dato ottimi risultati nel giro di pochi anni. Oggi l'avelignese-Haflinger è cambiato, con un notevole miglioramento della morfologia (più alto e più longilineo) e delle andature.

## Morfologia
- Tipo: mesomorfo
- Altezza al garrese: maschi e femmine minimo 137 cm  (per il momento, senza limite max.)
- Testa: profilo rettilineo o leggermente camuso.
- Mantello: sauro, preferibilmente dorato, con criniera e coda chiare.

Negli standard di razza sono ammesse le balzane, ma non sono molto apprezzate. Invece sono gradite le marcature bianche sul muso.

## Storia
Nella zona di Hafling (Avelengo) secondo la tradizione esistevano dei cavalli da montagna caratterizzati da un corpo robusto e non molto alto. Questo tipo di cavalli discendeva da un allevamento di cavalli importati dal regno dei Borgognoni. L’imperatore Lodovico IV diede in dono uno di questi cavalli al figlio Lodovico (Margravio di Brandeburgo) per onorare le sue nozze con la principessa del Tirolo Margherita Maultasch. Il ruolo principale di questo tipo di cavalli fu quello di trasportare le merci attraverso le Alpi. All’inizio del XIX secolo, il cavallo da soma non fu abbastanza robusto per il tiro, quindi venne incrociato con altri tipi di cavallo pesanti. 
Nel 1873 il Governo Austriaco introdusse un nuovo tipo di cavallo chiamato El Bedavi XXII (cavallo nato nel 1868 proveniente dalla Bucovina, fu discendente dell'arabo puro El Bedavi nato nel 1837 proveniente dall’Ungheria). Da un accoppiamento di El Bedavi XXII con un cavallo locale appartenente a Josef Folie di Val Venosta nacque nel 1874 un cavallo di nome Folie. Folie ebbe le caratteristiche di un cavallo di montagna degli Haflinger e un’eleganza orientale. Folie venne utilizzato nella stazione di Laas per 19 anni. La razza Haflinger nacque quindi con Folie. Il Governo austriaco acquistò tutti i cavalli con le stesse caratteristiche di Folie. Il cavallo Haflinger venne salvato dalla trasformazione in cavallo pesante e diventò quasi un cavallo adatto alla cavalcatura.
Il 7 aprile 1896 in occasione della festa organizzata per festeggiare l’inaugurazione della strada della Val Passiria ci furono le prime corse del cavallo Hafliger al galoppo. Tuttora nel mese di ottobre e ogni Lunedi di Pasqua vanno in scena delle corse con i cavalli Haflinger all’ippodromo di Merano. Nel 1897 vennero registrati per la prima volta 220 cavalli Haflinger e nel 1898 venne riconosciuta la razza Haflinger. Dal 1899 il Governo Austriaco incoraggiò l’allevamento dei cavalli Haflinger concedendo contributi agli allevatori pubblici e privati. 
Nel 1904 il registro genealogico dei cavalli Haflinger venne aggiornato e inoltre vennero registrate le nascite a cura del Deposito di stalloni di Stadl Lampach in Austria. Questo tipo di cavalli venne schierato  durante la prima guerra mondiale a fianco dell’esercito Austriaco. Questo contribuì a far diminuire la quantità e qualità dei cavalli. Nel 1921 grazie al conte Hartig e Piero de Paoli venne insediata la Commissione Ippica Provinciale Straordinaria che grazie agli incentivi anteguerra impostò nuovamente l’allevamento degli Haflinger. 
Nel 1922 venne organizzata la prima esposizione e nel 1924 venne fondata la Società di Incoraggiamento del Cavallo Avelignese. La famiglia reale acquistò gli Haflinger per la caccia e il Principe Umberto di Savoia fu ospite nel 1923 alle corse al galoppo. Quindi gli Haflinger in questo periodo fecero molta propaganda. Nel 1929,1000 fattrici Haflinger vennero analizzate, e 330 cavalle vennero iscritte al primo libro genealogico pubblicato in seguito nel 1931 con il titolo “Libro delle Origini della Razza Avelignese in Italia”. Nella prima metà del 900 questo tipo di cavalli si diffuse in tutte le regioni italiane. In Trentino vennero usati per lavori agricoli legati alla viticoltura. 
Nel 1931 per la prima volta vennero utilizzati i riproduttori Haflinger in Basilicata per diffondere la razza anche in quelle zone. Dal 1932 i cavalli di questo tipo si diffusero in Lombardia e in Toscana nel dopoguerra. Durante la seconda guerra mondiale le sette linee di sangue (A, B, M, N, S, ST, W), vennero create individuando gruppi di stalloni discendenti dai capostipiti (Anselmo, Bolzano, Massimo, Nibbio, Stelvio, Student e Willi) tutti discendenti di Folie. Le linee di sangue trasmettevano certe caratteristiche e servivano per evitare il problema della consanguineità e per aiutare gli allevatori per la scelta degli stalloni da accoppiare con le proprie fattrici. Ancora oggi gli allevatori utilizzano le linee di sangue come un cognome. Durante la seconda guerra mondiale gli allevamenti persero i loro migliori cavalli a causa appunto della guerra. 
Nel 1953 nacque la Federazione Provinciale degli Allevatori di Cavalli di Razza Avelignese dell’Alto Adige che ebbe il compito di promuovere la razza. Il 20 dicembre 1971 nacque l’Associazione Nazionale Allevatori Cavalli di razza Avelignese, rinominata nel 2000 come Associazione Nazionale Allevatori del Cavallo di Razza Haflinger-Italia, la quale prese il compito di gestire il Libro Genealogico a partire dal 1977. 
Il primo regolamento venne emanato nel 1973 dal Ministero dell’Agricoltura e delle Foreste il quale fissò in principio il regolamento per l’iscrizione della razza al libro. Questo libro venne modificato in seguito e attualmente è riconosciuto come “Disciplinare di Libro Genealogico”.
Nel 1990 venne introdotto l’Indice Genetico per l’Altezza al Garrese (I.G.H). Nel 1991 la Commissione Tecnica Centrale dell’Associazione decise di effettuare una revisione al parco stalloni per curare la riproduzione della specie. Grazie ai moderni strumenti come scheda lineare e codici genetici l’Haflinger è attualmente diffuso con una grande consistenza in tutte le regioni italiane.
Nel 1996 venne introdotta la Scheda di Valutazione Morfologia Lineare e successivamente a completare gli Indici c'è l'Indice di Merito Totale (I.M.T).

## L’indice genetico
L’indice genetico indica una stima del valore genetico di un animale per un determinato carattere. La misura di un carattere dipende da una componente genetica trasmissibile alla discendenza, e da una componente ambientale che non può essere trasmessa, però può essere modificata nel tempo. L’alimentazione è uno dei fattori più comuni che possono influire sull’indice genetico.
Gli indici genetici sono:
| TIPO | DESCRIZIONE             |
| ---- | ----------------------- |
| IMT  | Indice di Merito Totale |
| ITP  | Indice per la Tipicità  |
| IAR  | Indice per l'Armonia    |
| IHT  | Indice per l'Altezza    |
| IAI  | Indice per le Andature  |

## Animal model
BLUP -Animal Model è un modello utilizzato per il calcolo degli indici genetici. “BLUP” (Best Linear Umbiased Prediction) è il metodo di calcolo che garantisce una probabilità altissima di valutare secondo il carattere e mettere in graduatoria gli animali. Mentre è detto "Animal Model" perché si valutano contemporaneamente stalloni e fattrici considerando tutte le informazioni di parentela.

## Scheda lineare
In questo tipo di scheda il cavallo viene semplicemente descritto, mentre nella parte finale viene valutato dall’ispettore Nazionale di Razza. Nella scheda ci sono le misure biometriche, ossia l’altezza al garrese, la circonferenza toracica e lo stinco e inoltre le seguenti caratteristiche:
- TESTA: indica il volume e l’espressività;
- COLLO: indica la lunghezza, la direzione, l’attacco collo/tronco e l’attacco collo/testa;
- MANTELLO: indica il colore crini, il colore fondo e le marche;
- GROPPA: indica la lunghezza, l’inclinazione e la larghezza;
- ANDATURE: indica l’impulso;
- CARATTERE: indica il temperamento e la docilità;
- ARTI: indica la qualità degli arti, gli arti posteriori di lato, gli arti posteriori visti da dietro e gli appiombi di fronte;
- TORACE E PETTO: indica il torace e il petto visto di profilo e di fronte;
- PROFILO DORSO-LOMBARE: indica il garrese e la linea dorso-lombare.

Con queste caratteristiche valutate singolarmente con un voto da 1 a 10 possiamo avere una completa visione del cavallo. Infine viene emesso un giudizio confrontando la descrizione lineare del cavallo e le caratteristiche desiderate per i cavalli Haflinger. Questo giudizio è relativo a particolari voci:
- CARATTERI TIPICI E DISTINZIONE
- ARMONIA GENERALE
- ARTI E APPIOMBI
- PASSO E TROTTO

Inoltre a queste voci possono essere assegnate delle valutazioni come: insufficiente, sufficiente, discreto, buono, molto buono e ottimo. Tutte queste valutazioni prendono un valore compreso da 1 a 5. Con la somma delle voci possiamo calcolare un punteggio totale che verrà successivamente tradotto in una qualifica morfologica finale.

## Caratteri
I caratteri per la valutazione di un cavallo Halfinger sono 5 e sono:
- Tipicità
- Armonia
- Sviluppo
- Passo
- Trotto

Al momento dell’iscrizione al Libro Genealogico, a ogni carattere viene attribuito un valore che varia da insufficiente a ottimo.

## Ereditabilità
L’ereditabilità è una misura di quanto della misura osservata dipende dal valore genetico, i caratteri valutati hanno diverse ereditabilità. Tutti i caratteri solitamente sono legati tra loro da un grado di correlazione. Le correlazioni genetiche indicano una misura del legame tra due caratteri.